# 京威高速动车组列车
京威高速动车组列车是中国铁路运行于首都北京市北京南站至山东省威海市威海站间的高速动车组列车，自2019年1月5日起开行，现每日开行2.5对列车，其中G1085/1092次列车客运乘务由北京局集团北京客运段担任，其他列车均由济南局集团青岛客运段担任，途经北京市、河北省、天津市、山东省二市二省。

## 历史
2019年1月5日，配合济青高速铁路通车，增开北京南~威海G469/470次列车。
2021年6月25日，京沪高铁运行图重排，重新编排后安排北京南~威海G219/220次、G1085/1092、G1089/1086次计3对高速动车组列车。

## 使用列车
G219/220次、G1086次列车使用配属济南局集团青岛北动车运用所的CR400AF-Z，均安排重联运行；G1085/1092次列车使用配属北京局集团北京南动车运用所的CRH380CL。